# Вишневогорское городское поселение
Вишневогорское городско́е поселе́ние — муниципальное образование в Каслинском районе Челябинской области Российской Федерации.
Административный центр — рабочий посёлок Вишневогорск.

## История
В соответствии с Указом Президиума Верховного Совета РСФСР от 14 декабря 1949 года Вишневогорск стал рабочим поселком Каслинского района Челябинской области, образовав поселковый совет.
Вишневогорский поселковый Совет депутатов и его исполнительный комитет
с 14 декабря 1949 г. — Каслинского района, с 1 февраля 1963 г. — Кыштымского района (передан в подчинение Кыштымскому городскому Совету депутатов трудящихся), с 12 января 1965 г.- Каслинского территориального района.
В 1966 году в состав поссовета входили: р.п. Вишневогорск, хутор Вязовка. В соответствии с решением Челябинского областного Совета депутатов трудящихся от 14 сентября 1971 года населенные пункты Аракуль и Костёр Силачского сельсовета пригородной зоны г. Верхнего Уфалея перешел в административное подчинение Вишневогорского поссовета
В соответствии с Указом Президиума Верховного Совета РСФСР от 27 октября 1981 года и решением Челябинского облисполкома от 29 октября 1981 г. № 507 Вишневогорский поселковый Совет (посёлки. Вишневогорск, Аракуль, Костёр) перешел в административное подчинение Каслинского районного Совета народных депутатов. Спустя полгода, на основании решения исполнительного комитета Челябинского областного Совета народных депутатов от 16.02.1982 г. № 57, в связи с отсутствием сельскохозяйственного производства в Вишневогорском поселковом Совете, в целях усиления внимания Каслинского райисполкома вопросам экономического и социального развития совхозов района, а также учитывая просьбы трудящихся, Вишневогорский поселковый Совет Каслинского района был передан в административное подчинение Каслинскому городскому Совету народных депутатов.
Вишневогорский поселковый Совет народных депутатов ликвидирован в соответствии с Указом Президента РФ от 09 октября 1993 г. № 1617 «О реформе представительных органов власти и органов местного самоуправления в РФ», и в связи с распоряжением главы администрации г. Касли и района от 12.10.1993 г. № 198 рк функции, закрепленные законодательством РФ за сельским Советом народных депутатов, были возложены на сельскую администрацию..
Статус и границы городского поселения установлены Законом Челябинской области от 16 ноября 2004 года № 312-ЗО «О статусе и границах Каслинского муниципального района, городских и сельских поселений в его составе».

## Население
| 2002  | 2010  | 2011  | 2012  | 2013  | 2014  | 2015  |
| ----- | ----- | ----- | ----- | ----- | ----- | ----- |
| 5179  | ↘4663 | ↘4647 | ↘4575 | ↗4579 | ↘4554 | ↘4477 |
| 2016  | 2017  | 2018  | 2019  | 2020  | 2021  | 2023  |
| ↘4384 | ↘4303 | ↘4233 | ↘4168 | ↘4115 | ↗4242 | ↘4099 |

## Состав городского поселения
| № | Населённый пункт | Тип населённого пункта                  | Население |
| - | ---------------- | --------------------------------------- | --------- |
| 1 | Аракуль          | посёлок                                 | ↘73       |
| 2 | Вишневогорск     | рабочий посёлок, административный центр | ↘4064     |
| 3 | Костер           | посёлок                                 | ↗21       |

### Упразднённые населённые пункты
Вязовка — хутор, упразднён в соответствии с решением Исполкома Челябинского областного Совета депутатов трудящихся от 01 октября 1974 года № 640, в связи с выездом населения.

## Инфраструктура
Действовали в 1992 году: средняя школа № 37, детские сады «Солнышко», «Сказка», Дом культуры «Горняк», спортсооружения, клуб юных техников, музыкальная школа, централизованная бухгалтерия.